# Thermes de Bath
Pour les articles homonymes, voir Bath (homonymie).
Le complexe des thermes de Bath est un site d'intérêt historique dans la ville anglaise de Bath. Le lieu est un site de baignade publique romain bien conservé.
Les thermes romains eux-mêmes sont au-dessous du niveau de la rue moderne. Ils comportent quatre points d'intérêts principaux : la source sacrée ; le temple romain ; les thermes et le musée regroupant les artéfacts trouvés lors de fouilles. Les bâtiments situés au niveau de la rue datent du XIXe siècle.
Les thermes sont une attraction majeure du tourisme en Angleterre, en particulier, le Grand Pump Room (en) reçoit plus d'un million de visiteurs par an dont 1 037 518 personnes en 2009
Les visiteurs peuvent visiter le musée et les thermes, mais ne peuvent entrer dans l'eau.
Ces bains étaient considérés comme un traitement pour beaucoup de maladies chroniques.
Ses sources sont les plus chaudes du Royaume-Uni et selon certaines définitions du terme source chaude, les seules.

## Sources d'eau
L'eau qui bouillonne dans le sous-sol de Bath provient des précipitations tombées sur les collines de Mendip. Elle s'infiltre à travers un aquifère calcaire jusqu'à une profondeur de 2 700 à 4 300 m où l'énergie géothermique élève sa température entre 64 °C et 96 °C.
Sous la pression, l'eau chaude remonte à la surface le long de fissures et de failles dans la roche calcaire.
Environ 1,17 million de litres d'eau, à une température de 46 °C, s'écoulent chaque jour de la faille géologique de Pennyquick.

## Histoire

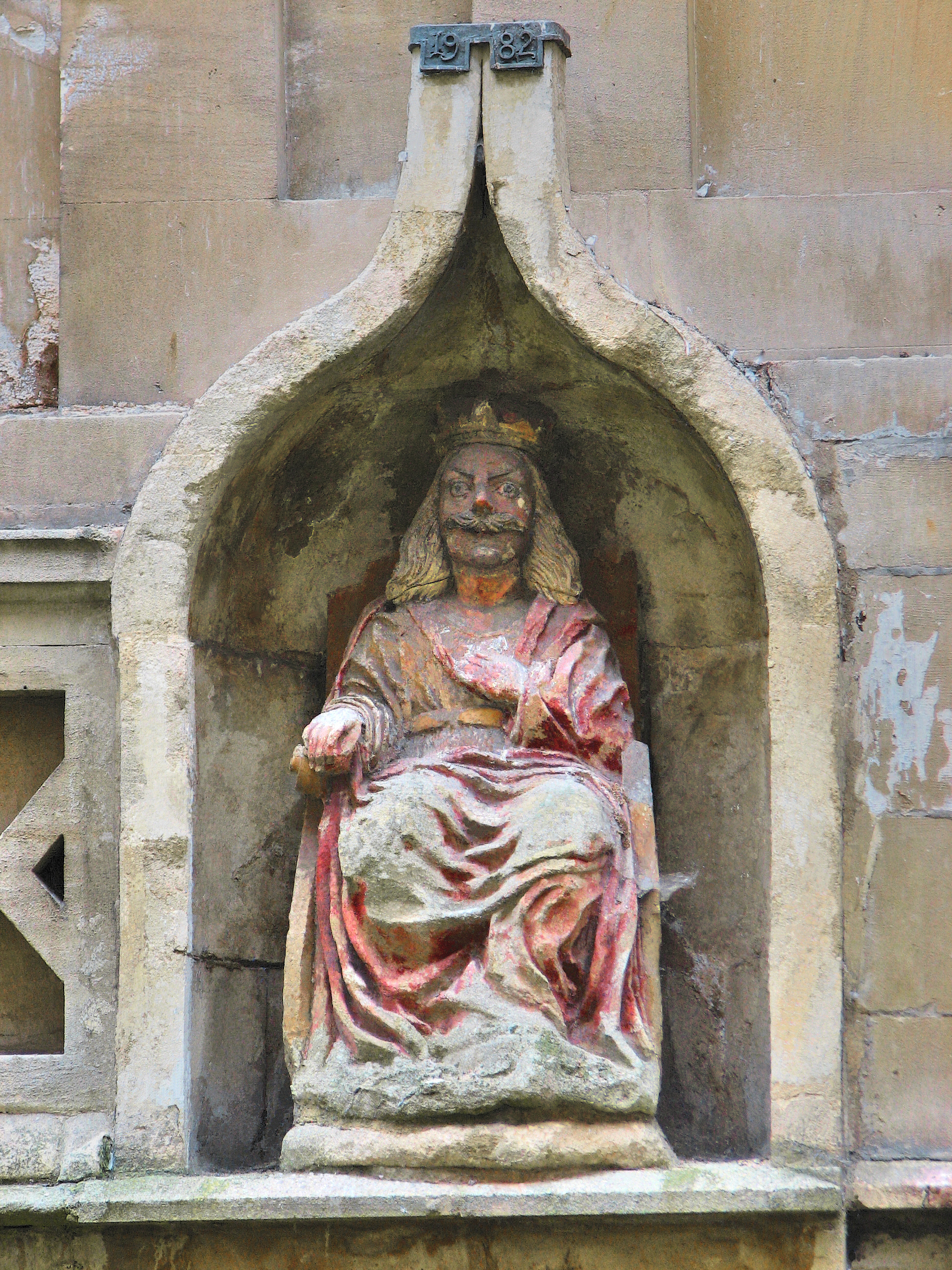
Statue du roi Bladud

Les Celtes sont les premiers à construire un sanctuaire sur le site des eaux chaudes. Ils le dédient à la déesse Sulis que les romains identifient à leur déesse Minerve.
Geoffroy de Monmouth, dans son Historia regum Britanniae, décrit comment la source est découverte en 836 av. J.-C. par Bladud, le roi des Bretons insulaires, qui y construit les premiers bains.
Au XVIIIe siècle, la légende obscure de Geoffroy prend une grande importance et s'embellit pour donner une caution royale à la qualité des eaux. La boue et la source d'eau chaude sont censées avoir guéri Bladud et ses porcs de la lèpre.

### Époque romaine

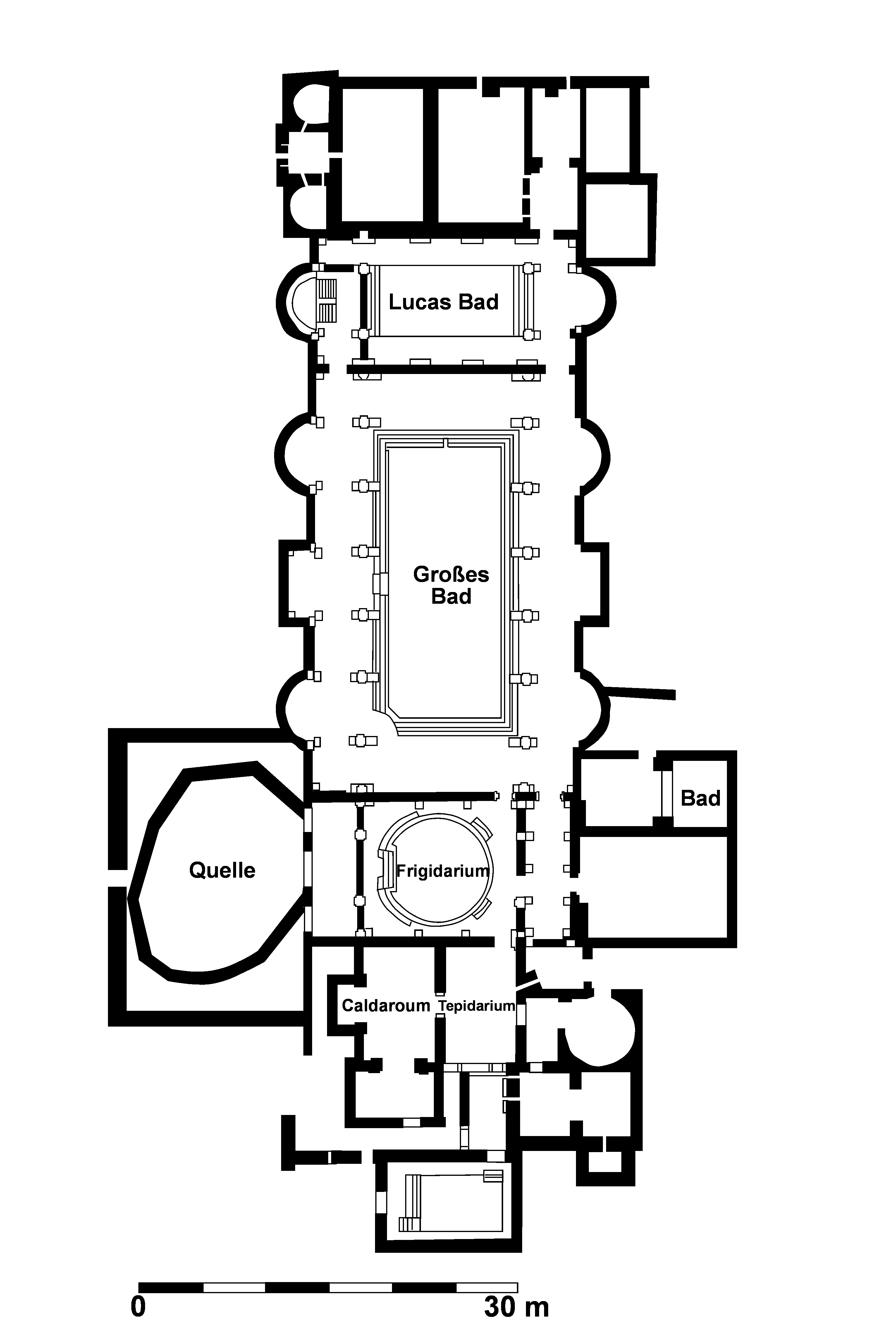
Plan des thermes romains.

Le nom « Sulis » continue à être utilisé après l'invasion romaine, donnant le nom romain de la ville, Aquae Sulis, les eaux de Sulis.
Le temple est construit vers 60-70, tandis que le complexe thermal est construit progressivement durant les 300 années suivantes.
Durant l'occupation romaine et peut-être à l'initiative de l'empereur Claude, les ingénieurs ont planté des pieux de chêne pour fournir une base stable dans la boue et entouré la source avec un bassin, de forme irrégulière, en pierre cerclée de plomb.
Au IIe siècle, il est enclos d'un bâtiment en bois à voûte qui comprend un caldarium, un tepidarium et un frigidarium.
Après le départ des Romains dans la première décennie du Ve siècle, les bâtiments ont été abandonnés et ont été enfouis dans la vase par les inondations
La Chronique anglo-saxonne suggère que les bains romains originels ont été détruits au VIe siècle
Parmi les 130 tablettes de défixion de Bath retrouvées, beaucoup d'entre elles maudissent les voleurs de vêtements alors que les victimes étaient aux bains.

### Reconstructions
Les thermes ont été modifiés à plusieurs occasions, notamment au XIIe siècle quand Jean de Tours construit un bassin curatif et au XVIe siècle quand la corporation de la ville construit un nouveau bassin (le bain de la reine) au sud de la source.
La source est désormais dans des bâtiments du XVIIIe siècle, conçus par les architectes John Wood, l'Ancien (en) et John Wood le Jeune, le père et le fils. Les visiteurs peuvent prendre les eaux au Grand Pump Room (en), salon à l'architecture néo-classique toujours utilisé.
Le Grand Pump Room est commencé en 1789 par Thomas Baldwin. En 1791, John Palmer continue la construction jusqu'à son achèvement en 1799.
À l'époque victorienne, le développement du complexe thermal a continué dans la tradition néo-classique établi par les Wood.
L'entrée des visiteurs se fait par la salle de concert construit en 1897 par J.M. Brydon qui est un prolongement vers l'Est du Grand Pump Room.
En 1810, les eaux chaudes diminuent, William Smith découvre que la source ne faiblit pas mais se déverse par un autre canal. Smith rétablit le cours originel de la source.

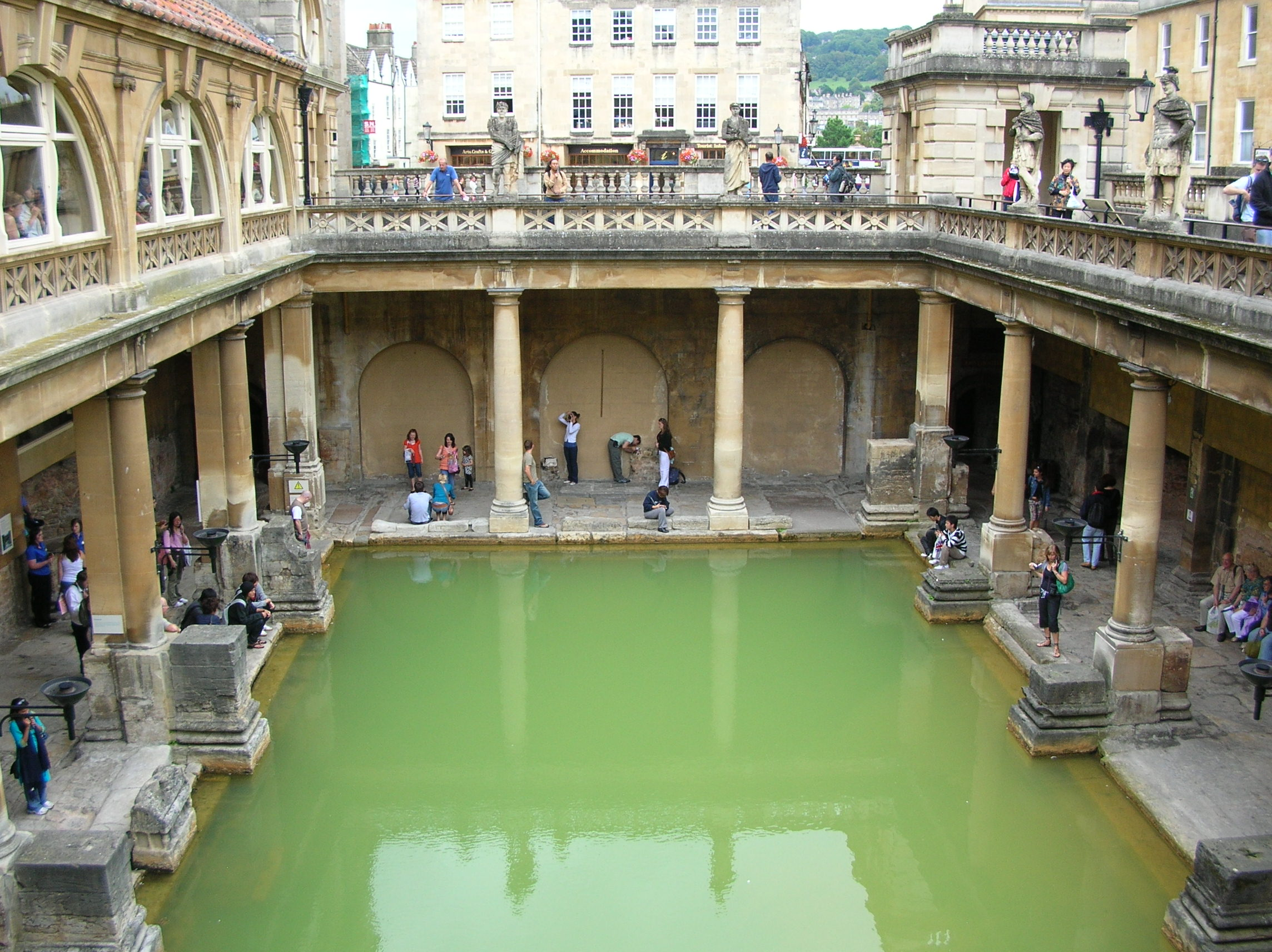
Le grand bain
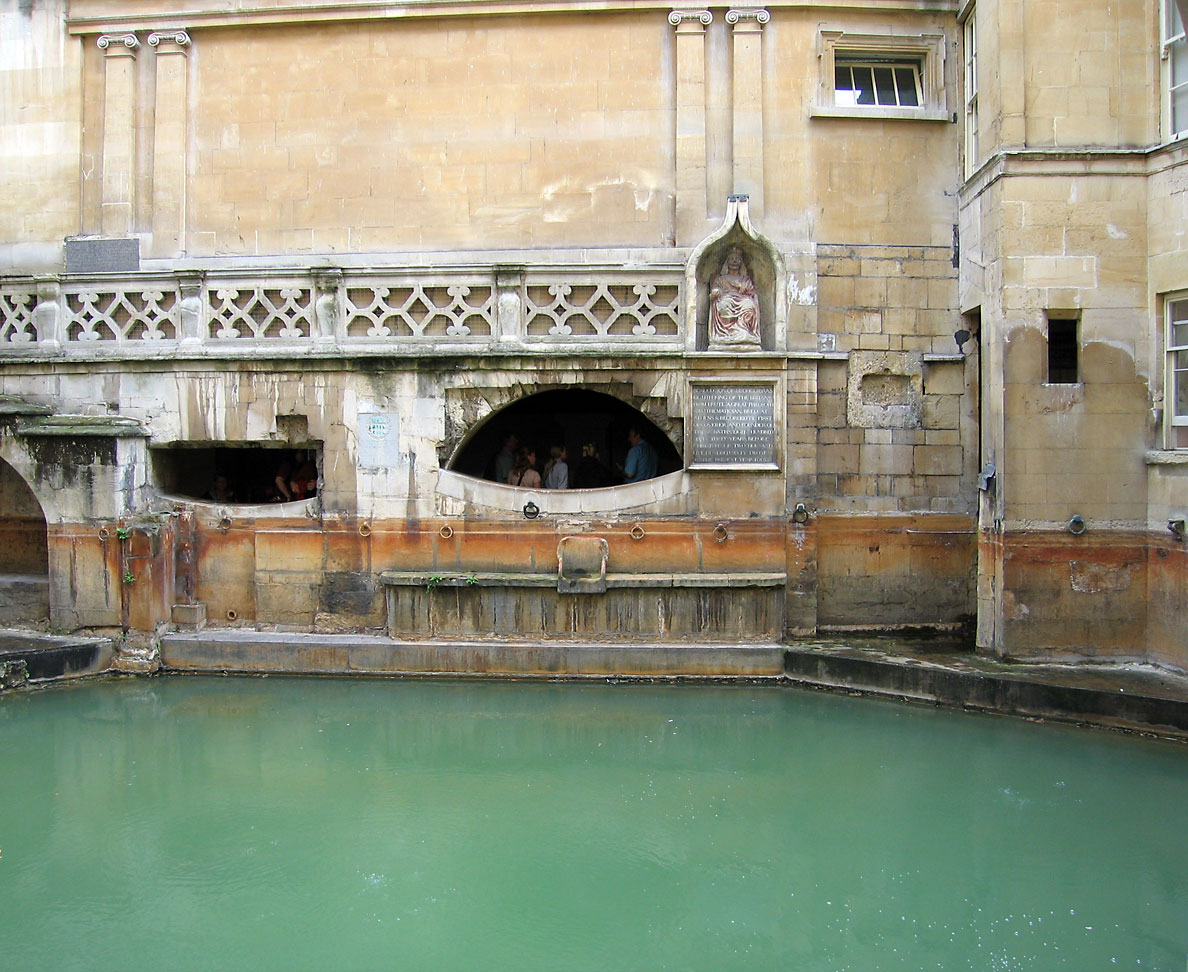
Source sacrée
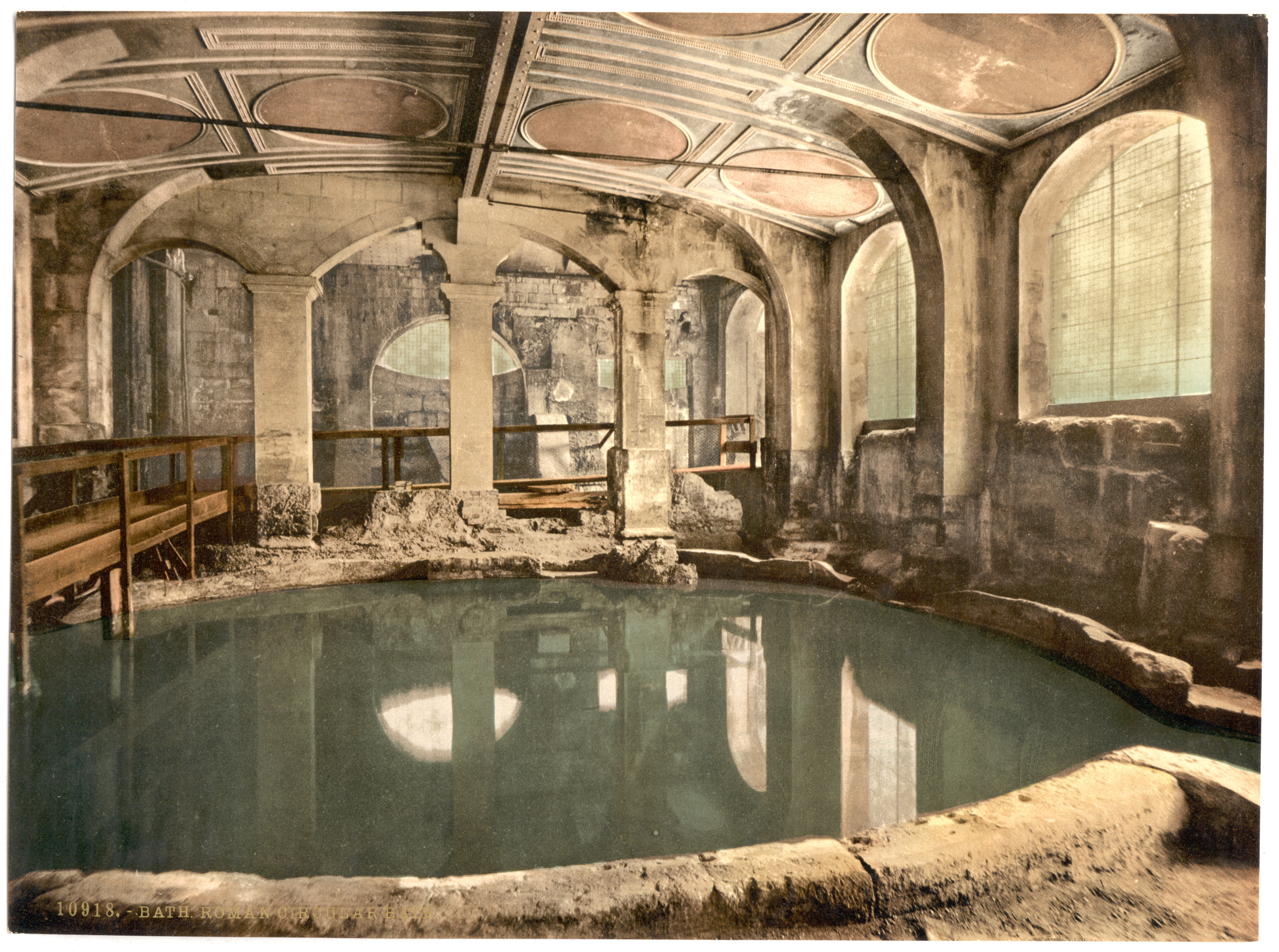
Bain circulaire

## Musée
Le musée abrite des artefacts datant de l'époque romaine dont les objets jetés dans la source sacrée en offrande à la déesse. En particulier, 12 000 pièces de monnaie romaine qui sont la plus importante collection d'offrande votive d'Angleterre.
Une tête en bronze doré de la déesse Sulis Minerve, découverte à proximité en 1727, y est visible

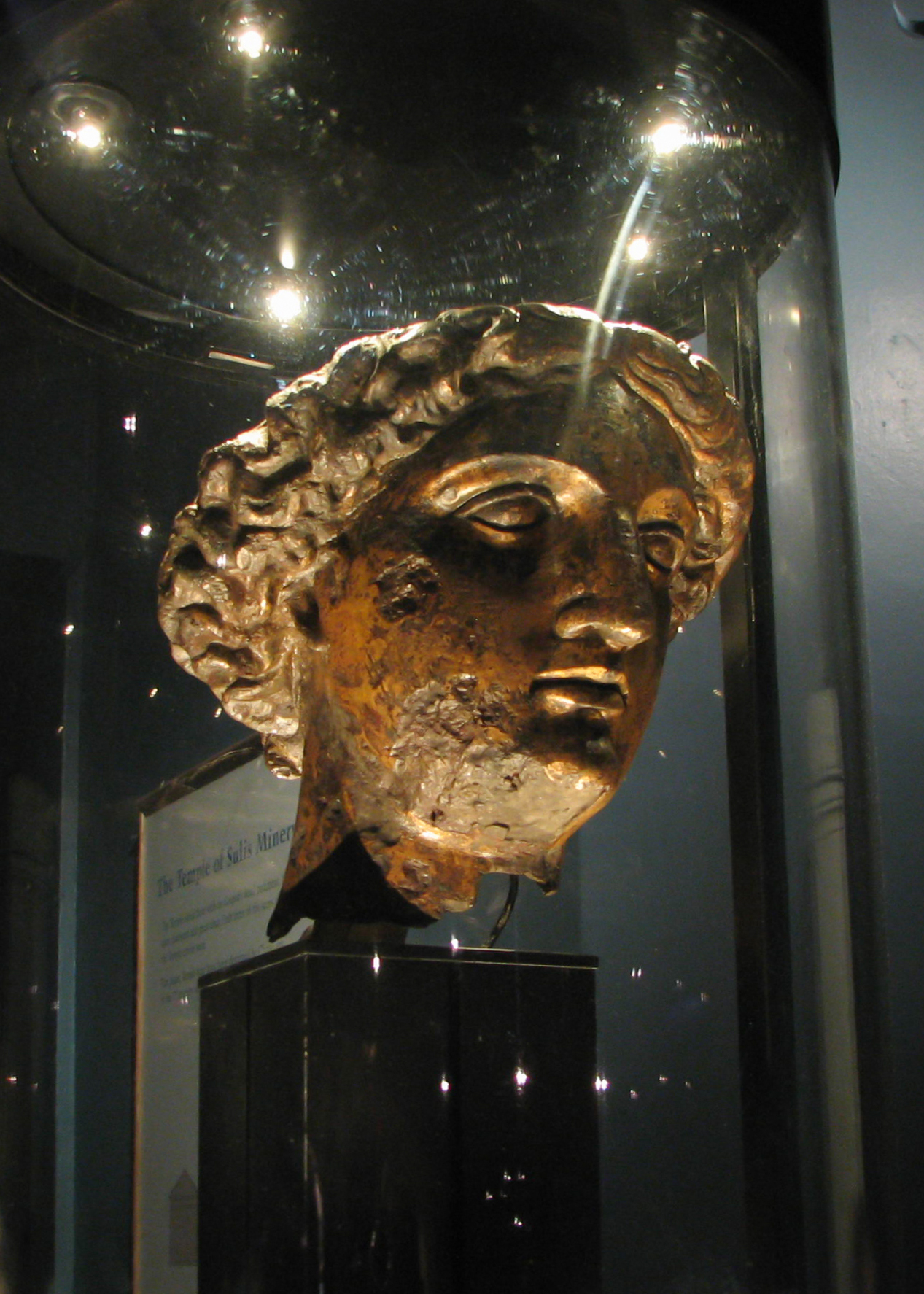
Tête de Sulis-Minerve aux thermes de Bath
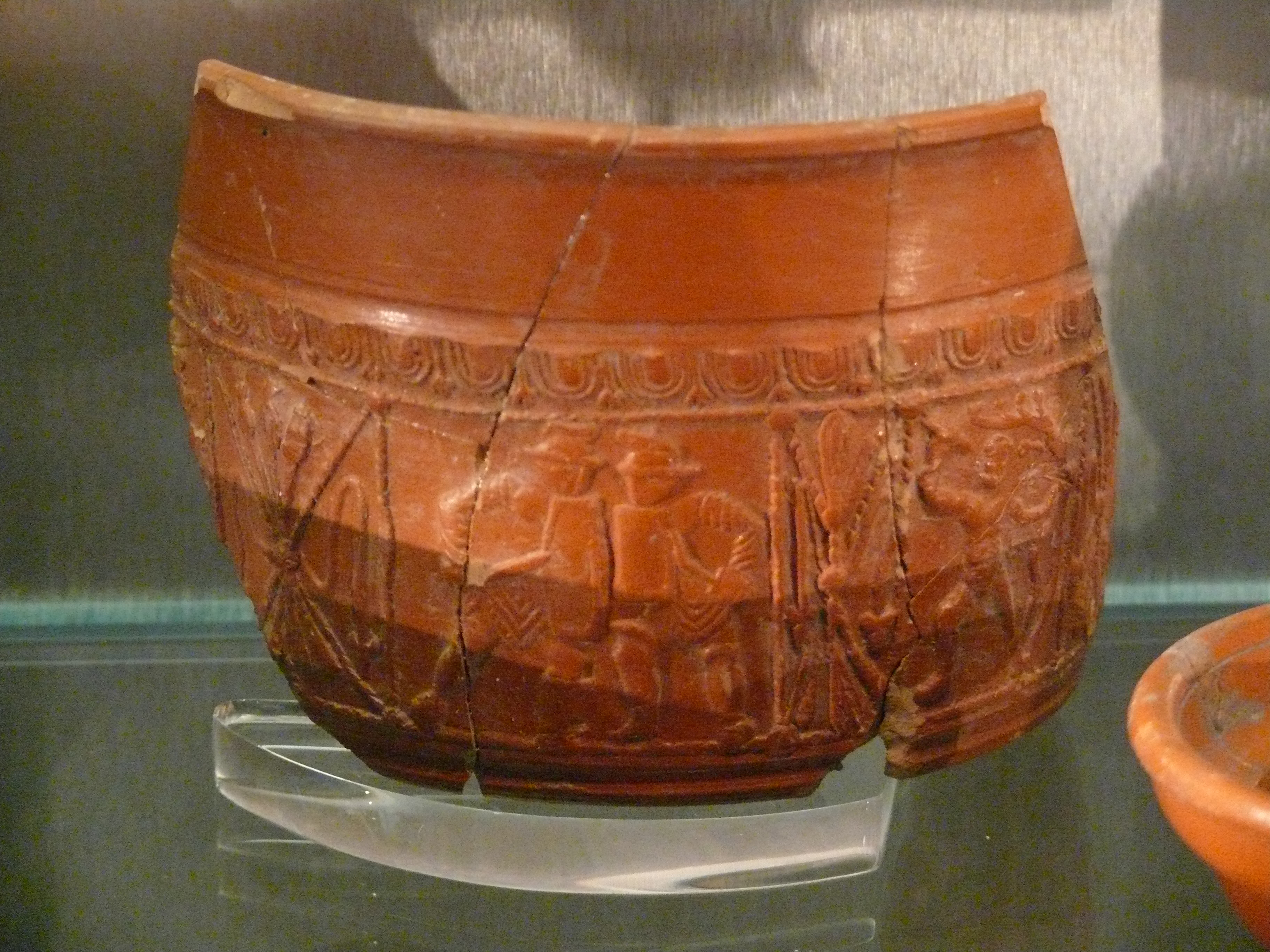
Terracotta montrant des gladiateurs
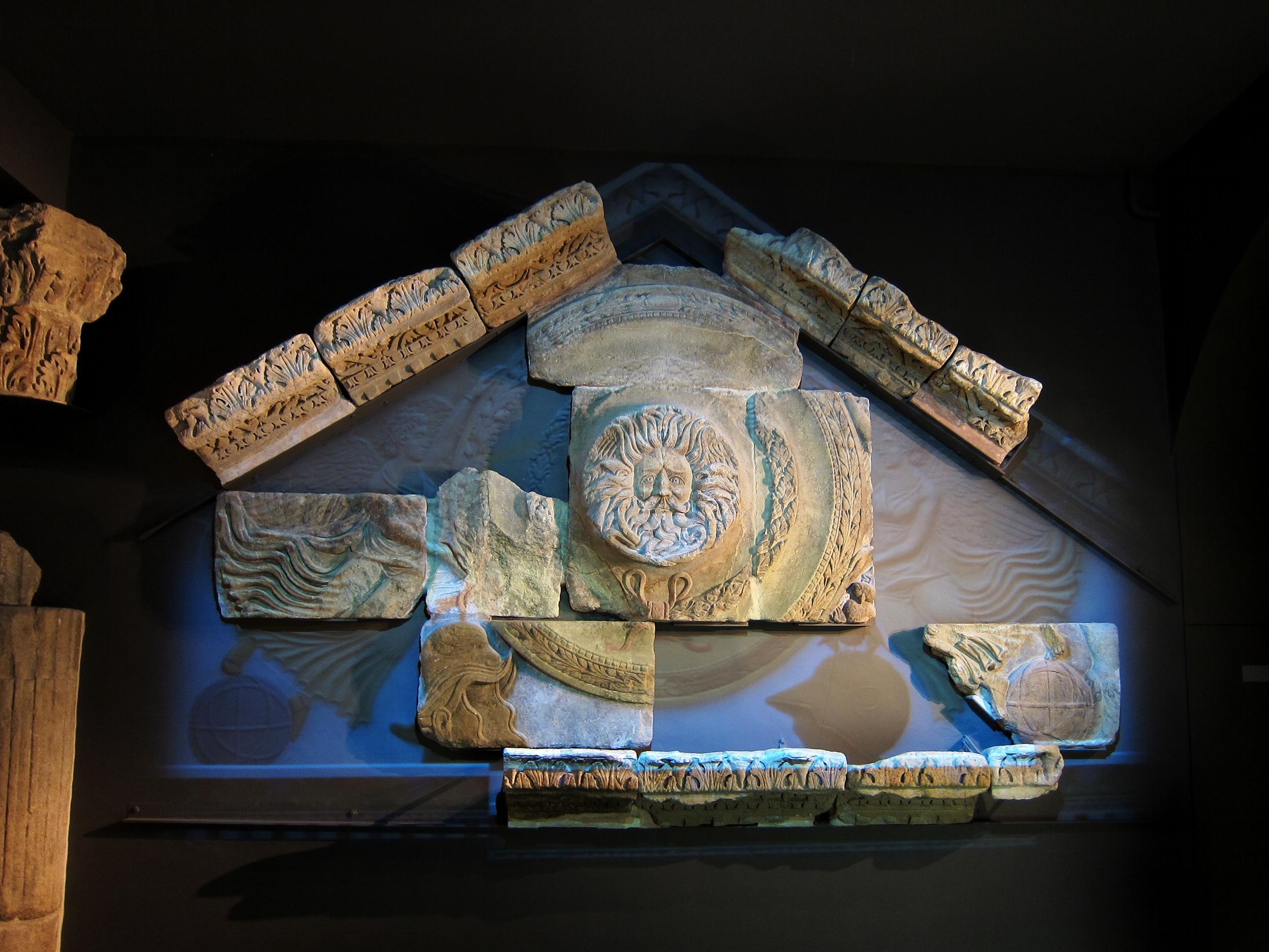
La gorgone du fronton des thermes romains de Bath.
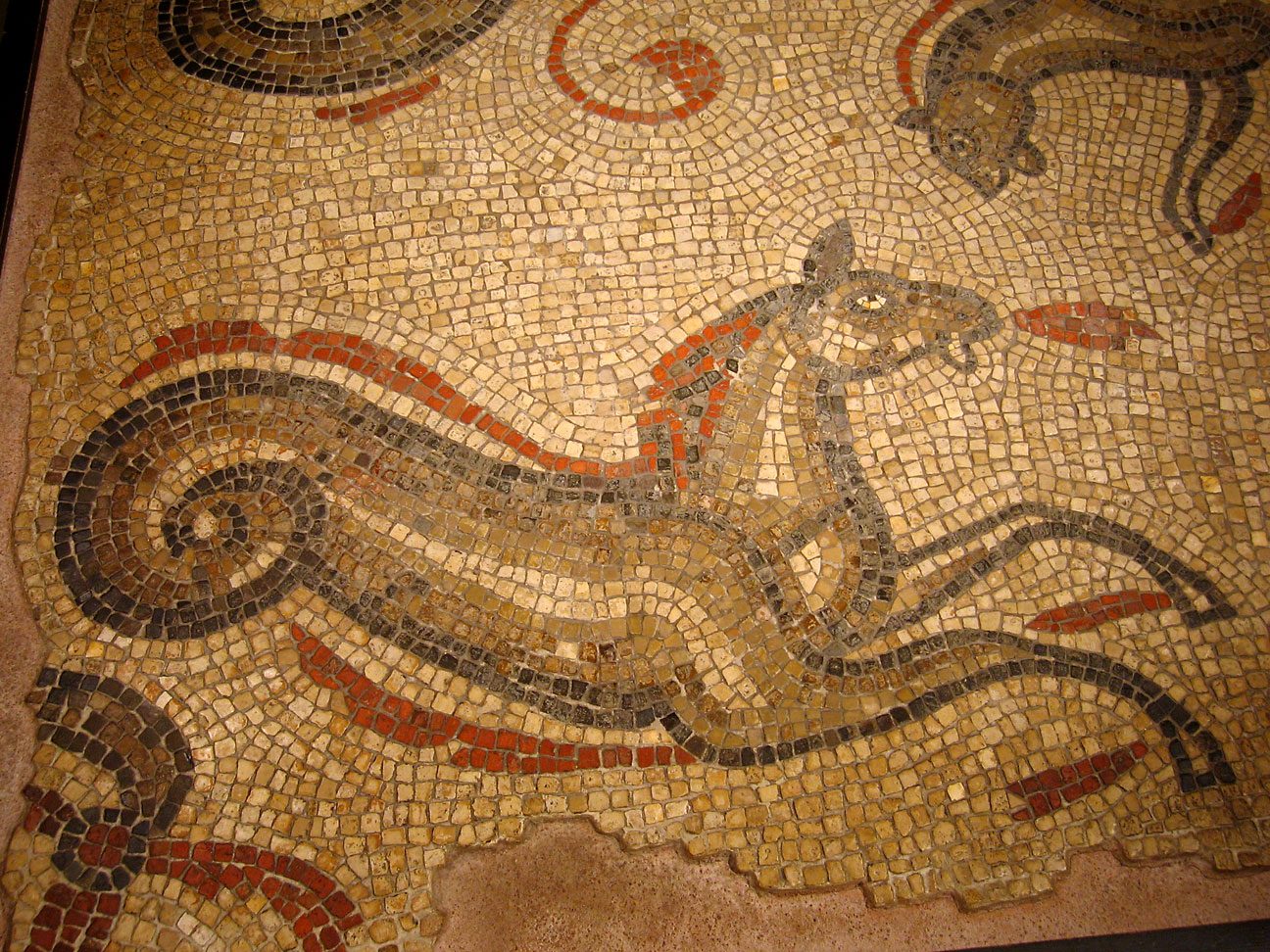
Mosaïque de l'hippocampe

## Recherche scientifique
En 2024, une équipe de chercheurs de l'université de Plymouth au Royaume-Uni, a analysé des échantillons d'eau provenant de bassins qui alimentent les bains.
Les échantillons prélevés ont révélé la présence de plus de 300 espèces bactériennes dont 15 qui produisent des substances actives aux capacités anti-microbiennes. Certaines espèces, comme celles appartenant au genre Streptomyces, permettent notamment d'inhiber la croissance de pathogènes bactériens tels que Escherichia coli ou encore Staphylococcus aureus,.